# おぼえてますか
「おぼえてますか」は、日本の歌手アン・ルイスの5枚目のシングル。1973年10月5日にビクターレコードから発売された。規格品番はSV-2381。

## 概要
A・B面とも作詞は安井かずみが手掛けている。2020年9月2日にはMEG-CDとして復刻された。規格品番はVODL-30130。

## 収録曲
1. おぼえてますか（3分22秒）
作詩：安井かずみ / 作編曲：川口真 / 演奏：ビクター・オーケストラ
2. あのね……（3分7秒）
作詩：安井かずみ / 作曲：ジェーン・ナカシマ / 編曲：川口真 / 演奏：ビクター・オーケストラ